# Éric Woerth
Éric Woerth (ur. 29 stycznia 1956 w Creil) – francuski polityk, parlamentarzysta i samorządowiec, od 2007 do 2010 minister.

## Życiorys
Ukończył studia w HEC Paris oraz w Instytucie Nauk Politycznych w Paryżu. Pracował jako audytor.
Od 1986 do 2002 zasiadał w radzie regionalnej Pikardii (w latach 90. był jej wiceprzewodniczącym). Od 1995 do 2004 zajmował stanowisko mera Chantilly, następnie przez rok pełnił funkcję zastępcy burmistrza tego miasta, po czym w 2005 ponownie został merem (kończąc urzędowanie w 2017).
Należał do neogaullistowskiego Zgromadzenia na rzecz Republiki. W 2002, 2007, 2012 i 2017 uzyskiwał mandat deputowanego do francuskiego Zgromadzenia Narodowego w departamencie Oise.
W rządzie Jean-Pierre'a Raffarina przez rok był sekretarzem stanu ds. reform. Od 2007 w rządach François Fillona zajmował stanowisko ministra budżetu, finansów publicznych i służby cywilnej. Pełnił też funkcję skarbnika Unii na rzecz Ruchu Ludowego. W 2010 zakres jego czynności w rządzie został zmieniony (zastąpił Xaviera Darcosa jako ministra pracy). Z rządu odszedł jesienią tego samego roku. W 2015 objął funkcję sekretarza generalnego powstałych na bazie UMP Republikanów, pełniąc ją do 2016. W 2022 odszedł z Republikanów, popierając wcześniej publicznie ubiegającego się o reelekcję Emmanuela Macrona. W tym samym roku z ramienia koalicji prezydenckiej z powodzeniem ubiegał się o poselską reelekcję. Mandat deputowanego utrzymał także w 2024.